# Stocznia Gdynia 8125
Der Containerschiffstyp 8125 der Werft Stocznia Gdynia wurde von Mitte der 1990er Jahre bis Anfang der 2000er Jahre in Serie gebaut.

## Geschichte
Die Baureihe 8125 wurde nach Fertigstellung des Entwurfs zunächst nicht geordert. Die Werft baute das Typschiff der Serie daraufhin auf eigene Rechnung. Das im September 1995 vom Stapel gelaufene Schiff wurde im November desselben Jahres an die Reederei Alpha Ship aus Leer (später Bremen) veräußert. Bis zum Jahr 2002 folgten elf weitere Einheiten für verschiedene deutsche Auftraggeber – alleine Alpha Ship übernahm acht Einheiten, deren reedereieigene Bezeichnung Planettype lautet. Die letzten vier Einheiten des Typs wurden aus zugelieferten Kaskos der Werft Danzig gebaut. Der Typ blieb bis zum Konkurs der Werft in den 2000er Jahren im Programm, wurde später aber nicht mehr nachgeordert.
Eingesetzt wurden die Schiffe häufig auf Containerliniendiensten in Regionen mit schlecht ausgebauter Hafeninfrastruktur, so fanden sich beispielsweise verhältnismäßig viele der Schiffe auf Südamerikadiensten.

## Technische Einzelheiten
Die Schiffe sind als Vollcontainerschiffe mit weit achtern angeordnetem Deckshaus ausgelegt. Die Tragfähigkeit beim Entwurfstiefgang von 8,50 Meter ist 13.000 Tonnen, bei maximaler Abladung auf 10,20 Meter können 18.400 Tonnen transportiert werden. Die Containerkapazität liegt geringfügig über 1100 TEU. Bei einer homogenen Beladung mit 14 Tonnen schweren 20-Fuß-Containern ist der Transport von bis zu 850 TEU möglich. Die Schiffe sind an Deck für den Transport von Containern mit 20 Fuß, 40 Fuß, 45 Fuß und 49 Fuß Länge und von gefährlicher Ladung im Laderaum eingerichtet. Es können etwa 150 Kühlcontainer angeschlossen werden. Die Schiffe besitzen vier Laderäume ohne Unterstau mit sieben Luken, die mit Pontonlukendeckeln verschlossen werden. Die Schiffe verfügen über zwei mittschiffs angeordnete, elektrohydraulische Schiffskräne des Herstellers NMF mit jeweils 43 Tonnen Tragkraft.
Der Antrieb der Schiffe besteht aus einem MAN B&W-Zweitakt-Dieselmotor des Typs 7S50MC mit rund 10.000 kW Leistung. Der Motor wirkt direkt auf einen Festpropeller und ermöglicht eine Geschwindigkeit von rund 18,5 Knoten. Weiterhin stehen drei Dieselgeneratoren mit jeweils 3100 kVA Scheinleistung, die von Motoren des Typs Wärtsila Vasa 6R20 angetrieben werden, und ein Notdiesel-Generator zur Verfügung. Die An- und Ablegemanöver werden durch ein Bugstrahlruder mit 650 kW Leistung unterstützt.

## Die Schiffe
| Schiffe des Typs 8125 | Schiffe des Typs 8125 | Schiffe des Typs 8125 | Schiffe des Typs 8125                                                 | Schiffe des Typs 8125 | Schiffe des Typs 8125 |
| Bauname               | Baunummer             | IMO-Nummer            | Auftraggeber                                                          | Ablieferung           | Umbenennungen und Verbleib |
| --------------------- | --------------------- | --------------------- | --------------------------------------------------------------------- | --------------------- | --- |
| Astor                 | 8125/1                | 9108362               | Stocznia Gdynia Alpha Ship, Leer                                      | November 1995         | In Fahrt als Infanta, 1997 Astor, 2000 APL Caracas, 2001 Astor, 2012 King Julius, 2014 Lius, ab 17. August 2014 in Alang verschrottet.                                                                     |
| Condor                | 8125/2                | 9108374               | Alpha Ship, Leer                                                      | Dezember 1995         | In Fahrt als Recife, 1997 Condor, 1999 TMM Chiapas, 2001 Condor, 2009 Condor I, 2012 King Justus, 2014 Justus, ab 26. August 2014 in Alang verschrottet.                                                   |
| Merkur                | 8125/3                | 9108386               | Alpha Ship, Leer                                                      | 1996                  | In Fahrt als CMBT Endeavour, 1997Merkur, 1997 Sea Valiant, 1999 Merkur, 2000 APL Colon, 2001 Merkur, 2011 Boxy Lady, 2019 Abbruch in Chittagong.                                                           |
| Saturn                | 8125/4                | 9108398               | Alpha Ship, Leer                                                      | 1996                  | In Fahrt als CMBT Endurance, 1997 TMM Leon, 2001 Saturn, 2006 Delmas Anemone, 2009 HC Maria, 2011 Paris Jr, 2015 so in Fahrt.                                                                              |
| Mars                  | 8125/5                | 9127502               | Alpha Ship, Leer                                                      | 1996                  | In Fahrt als CGM La Bourdonnais, 1997 CMBT Mars, 1997 Sea Viking, 1998 Mars, 1999 Sea Viking, 1999 Mars, 1999 Sea Viking, 1999 Mars, 2000 Safmarine Emonti, 2001 Mars, 2007 AS Mars, 2016 Abbruch in Alang |
| Venus                 | 8125/6                | 9127514               | Alpha Ship, Leer                                                      | 1996                  | In Fahrt als CMBT Encouter, Venus, 2000 DAL Karoo, 2001 Venus, 2007 AS Venus, Venus (2016) → 2016 Abbruch in Alang.                                                                                        |
| Castor                | 8125/7                | 9127526               | Alpha Ship, Leer                                                      | 1997                  | In Fahrt als TMM Guadalajara, 1999 Castor, 2005 Cap Matatula, 2008 AS Castor, Tor (2016), 2016 Abbruch in Alang                                                                                            |
| Pollux                | 8125/8                | 9127538               | Alpha Ship, Leer                                                      | 29. Dezember 1997     | 2000 Lykes Pelican, 2001 Pollux, 2018 EGY Future |
| Jork Venture          | 8125/9                | 9211157               | Bernd Becker, Jork                                                    | Dezember 1999         | 2002 MSC Ireland, 2004 Melfi Halifax, 2008 Stadt Schwerin, 2015 Kosova, 2015 so in Fahrt. |
| Jork Valiant          | 8125/10               | 9216107               | Bernd Becker, Jork                                                    | 2000                  | 2002 MSC Sintra, 2004 Jork Valiant, 2015 so in Fahrt. |
| Cape Santiago         | 8125/11               | 9236585               | Cape Santiago Navigation Company, Majuro Schoeller Holdings, Limassol | 2001                  | 2002 MSC Yaounde, 2003 Cape Santiago 2014 Haian Song, 2015 so in Fahrt. |
| Cape Serrat           | 8125/12               | 9236597               | Cape Serrat Navigation Company, Majuro Schoeller Holdings, Limassol   | 2002                  | 2002 MOL Sahara, 2002 Cape Serrat 2014 Dover Strait → Max C → Mac Carrier → Atlantic North (2018) |
| Daten: Equasis        |                       |                       |                                                                       |                       | |